# Hyalonema repletum
Hyalonema repletum är en svampdjursart som beskrevs av Henry M. Reiswig 2000. Hyalonema repletum ingår i släktet Hyalonema och familjen Hyalonematidae. Inga underarter finns listade i Catalogue of Life.